# Тевче (Лашко)
Тевче (словен. Tevče) је насељено место у општини Лашко, Савињска регија, Словенија.

## Историја
До територијалне реорганизације у Словенији биле су у саставу старе општине Лашко.

## Становништво
У попису становништва из 2011. године, Тевче су имале 182 становника.
| Број становника према пописима | Број становника према пописима | Број становника према пописима |
| ------------------------------ | ------------------------------ | ------------------------------ |
| 1991                           | 2002                           | 2011                           |
| 211                            | 195                            | 182                            |